# Vichama
Nella mitologia inca Vichama è il dio della morte nonché figlio di Inti. La madre fu uccisa dal fratellastro Pachacamac, ed egli si vendicò trasformando in rocce ed isole gli umani creati da Pachacamac. In seguito creò tre uova da cui nacque una nuova razza di umani.